# ثيليما

رمزٌ للثيليما

ثيليما (بالإغريقية Θελημα) كلمة يونانية معناها «مشيئة» أو «نيّة»، وثيليما اسم السبيل الديني والفلسفي الذي أسسه آليستر كراولي سنة 1904 في كتابه "كتاب القانون [الإنجليزية]" (Liber AL vel Legis) وقال كراولي أن هذا الكتاب لقنه كائن روحي في القاهرة بمصر في الثامن والتاسع والعاشر من شهر إبريل.
الكتابات استخدمت الكلمة لتشير إلى إرادة الله، إرادة البشر، أو حتى إرادة الشيطان.
ثيليما بداية كانت فلسفة خيالية للحياة وصفها فرانسوا رابيل François Rabelais في القرن السادس عشر في كتابه الشهير Gargantua and Pantagruel.
أساس وجوهر هذه الفلسفة تختصره عبارة "Fais ce que tu veux")،"fay çe que vouldras")، أو (Do what you want to do).
قانون رابيل في فلسفة الثيليما أعيد إحياؤه على يد آليستر كراولي
في عام 1904 عندما كتب The Book of the Law الذي احتوى كلمة ثيليما باليونانية وعبارة «أفعل ما تشاء»، واعتباراً من كتاب كرولي اكتسبت الثيليما مفهومها الواسع كإسم لنظام ديني وفلسفي غامض طور داخله أفكار تنبع من التنجيمية، اليوغا وكلا من الغموضية الشرقية والغربية (خاصة القابالاة).

شري غوردوف ماهيندراناث Shri Gurudev Mahendranath في حديثه عن سفيككاشارا Svecchachara المصطلح السنسكريتي الذي يعتبره مقابلا للثيليما يقول ان «رابيل وداشوود وكرولي يتشاركون في إحياء ما يمكن اعتباره أهم وأعلى المثل في أرجاء آسيا».